# Хаммонд, Пола
Пола Т. Хаммонд (Paula T. Hammond; род. 1963, Детройт, Мичиган) — американский учёный, специалист в области химической инженерии, а также по биоматериалам (Biomaterial).
Член всех трёх Национальных академий США: Академии наук (2019), Инженерной (2017) и Медицинской (2016), доктор философии (1993), именной профессор (David H. Koch (1962) Professor) инженерии Массачусетского технологического института, выпускницей которого является и с которым связана практически вся её карьера, ныне также заведующая его кафедрой химической инженерии (преемница в этом качестве Klavs F. Jensen).
В Массачусетском технологическом институте получила степени бакалавра (1984) и доктора философии (1993), а в 1988 году получила степень магистра в Технологическом институте Джорджии.
C 1993 года в штате альма-матер Массачусетского технологического института. Сотрудничает с Angela Belcher.
Соучредитель LayerBio, Inc.
Феллоу Американской академии искусств и наук (2013), AIChE (2016), AIMBE (2009?2010).

## Награды и отличия
- Bayer Distinguished Lecturer (2004)
- Distinguished Scientist Award, Harvard Foundation (2010)
- Ovarian Cancer Research Program Teal Innovator Award (2013)
- Charles M.A. Stine Award, AIChE (2013)
- Alpha Chi Sigma Award for Chemical Engineering Research (2014)
- Controlled Release Society Women in Science Award (2017)
- ACS Award in Applied Polymer Science (2018)[8]
- AIChE’s Margaret H. Rousseau Pioneer Award (2019)
- Медаль Бенджамина Франклина (2024)
- Национальная медаль США в области технологий и инноваций (2025)[9]